# ルディ・グレックナー
ルディ・グレックナー（Rudi Glöckner, 1929年3月20日 - 1999年1月25日）は、東ドイツ出身の元サッカー審判員である。

## 概要
1952年に審判員の資格を取得、1961年にFIFAのライセンスを取得し1977年までFIFA国際審判員として活動していた。1964年には東京オリンピックサッカー競技において3試合で主審を務めた。1970 FIFAワールドカップ決勝戦ではブラジル代表はヨーロッパの主審を臨んでおらず、イタリア代表は南アメリカ地域出身の主審を望んでいなかった。当時アジアやアフリカ出身のFIFAエリートレフェリーはおらず、妥協案として東ドイツ出身であった彼が審判に選ばれ、主審を務めている。また、UEFAカップ1975-76決勝でも主審を務めている。

## 担当した主な国際大会

### 1970 FIFAワールドカップ
1970 FIFAワールドカップでは2試合で審判を担当した。
- グループリーググループ2: ウルグアイ代表対イタリア代表
- 決勝戦: ブラジル代表対イタリア代表

### 1974 FIFAワールドカップ
1974 FIFAワールドカップでは2試合で審判を担当した。
- 1次リーググループ4: アルゼンチン代表対イタリア代表
- 2次リーググループB: ポーランド代表対ユーゴスラビア代表